# Ansbach (distrito)
Ansbach é um distrito da Alemanha, na região administrativa da Média Francónia, estado de Baviera. Com uma área de 99,92 km² e com uma população de 184.419 habitantes (2005).

## Cidades e Municípios
- Cidades:

1. Dinkelsbühl
2. Feuchtwangen
3. Heilsbronn
4. Herrieden
5. Leutershausen
6. Merkendorf
7. Ornbau
8. Rothenburg ob der Tauber
9. Schillingsfürst
10. Wassertrüdingen
11. Windsbach
12. Wolframs-Eschenbach

- Municípios:

1. Adelshofen
2. Arberg
3. Aurach
4. Bechhofen
5. Bruckberg
6. Buch
7. Burgoberbach
8. Burk
9. Colmberg
10. Dentlein
11. Diebach
12. Dietenhofen
13. Dombühl
14. Dürrwangen
15. Ehingen
16. Flachslanden
17. Gebsattel
18. Gerolfingen
19. Geslau
20. Insingen
21. Langfurth
22. Lehrberg
23. Lichtenau
24. Mitteleschenbach
25. Mönchsroth
26. Neuendettelsau
27. Neusitz
28. Oberdachstetten
29. Ohrenbach
30. Petersaurach
31. Röckingen
32. Rügland
33. Sachsen b.Ansbach
34. Schnelldorf
35. Schopfloch
36. Steinsfeld
37. Unterschwaningen
38. Weidenbach
39. Weihenzell
40. Weiltingen
41. Wettringen
42. Wieseth
43. Wilburgstetten
44. Windelsbach
45. Wittelshofen
46. Wörnitz